# Desiigner
Desiigner, pseudonimo di Sidney Royel Selby III (New York, 3 maggio 1997), è un rapper e cantante statunitense.
È salito alla ribalta internazionale grazie al suo singolo di debutto Panda, che ha raggiunto la prima posizione nella Billboard Hot 100. Nel febbraio 2016 Kanye West ha usato un sample della canzone nel suo brano Pt. 2, facendo successivamente firmare Desiigner con l'etichetta GOOD Music. Nel 2019 il cantante ha lasciato entrambe le etichette, diventando un artista indipendente.

## Biografia
Sidney Royel Selby III nasce il 3 maggio 1997 a Brooklyn, New York. Dopo aver compiuto 14 anni, abbandona la scuola e si avvia verso la carriera musicale.
Desiigner inizia la sua carriera da rapper con il suo nickname iniziale, Dezolo. Successivamente inizia a lavorare ad alcuni pezzi sotto il nome di Designer Royel, dove Royel era il suo secondo nome. Sua sorella lo convince ad abbandonare "Royel" e ad aggiungere una seconda "i" a Designer. Sotto il suo nuovo pseudonimo, il 3 dicembre 2015 Desiigner pubblica la sua prima canzone ufficiale, prodotta da The Shell God e chiamata Zombie Walk.
Il 15 dicembre 2015, pubblica tramite YouTube, SoundCloud e iTunes il suo singolo commerciale di debutto, Panda, ripubblicandolo nuovamente nel febbraio 2016. L'11 febbraio, il rapper firma un contratto discografico con la GOOD Music, sotto l'egida della Def Jam Recordings. Dopo aver firmato il contratto, Desiigner collabora a due canzoni, Pt. 2 (contenente un sample di Panda) e Freestyle 4 di Kanye West. Entrambe le tracce sono incluse nel settimo album di West, The Life of Pablo.
Il 26 giugno 2016 pubblica il suo mixtape d'esordio, New English. Il 4 maggio 2018, con un ritardo di due anni dall'annuncio, esce l'EP Life of Desiigner.

## Discografia

### Mixtape
- 2016 – New English

### EP
- 2018 – Life of Desiigner
- 2020 – Diamonds Forever

### Singoli
- 2015 – Panda
- 2016 – Champions (con Kanye West, Gucci Mane, Big Sean, 2 Chainz, Travis Scott, Yo Gotti e Quavo)
- 2016 – Tiimmy Turner
- 2017 – Outlet
- 2017 – Holy Ghost
- 2017 – Thank God I Got It (feat. Mitus)
- 2017 – Up
- 2017 – Liife (feat. Gucci Mane)
- 2018 – Shoot
- 2018 – Overseas (feat. Lil Pump)
- 2020 – Diva
- 2020 – Survivor
- 2020 – Hate Me Now (Freestyle)
- 2020 – Molly

### Collaborazioni
- 2016 – Strapped & Ready (Rah Smooth feat. Desiigner e Money & Loopy)
- 2016 – Finesse (Jim Jones feat. Rich Homie Quan, ASAP Ferg e Desiigner)
- 2016 – On the Low (Phresher feat. Desiigner)
- 2016  – Danny DeVito (Phresher feat. Desiigner e Rowdy Rebel)
- 2016 – Murder Murder (Mekado feat. Desiigner)
- 2016 – New Beamer (Mekado feat. Desiigner)
- 2016 – Circles (Pusha T feat. Ty Dolla Sign e Desiigner)
- 2017 – The Song of the Summer (Seven Bucks feat. Logan Paul, Desiigner e David Hasselhoff)
- 2017 – All Around the World (Mura Masa feat. Desiigner)
- 2017 – Up Next (16yrold feat. Desiigner e Ski Mask the Slump God)
- 2017 – Durbaan Ka li Tuma (Waayaha Cusub feat. Desiigner)
- 2017 – Mic Drop (Remix) (BTS feat. Desiigner e Steve Aoki)
- 2018 – Loud (Silk City feat. GoldLink e Desiigner)
- 2019 – Drip (Dillon Francis e Boombox Cartel feat. Desiigner)
- 2021 – Maui (Blac Chyna feat. Desiigner)
- 2023 – Benzema (Arta feat. Desiigner e Smokepurpp)
- 2024 – Sky City (Kanye West e Ty Dolla Sign come ¥$ feat. 070 Shake, Desiigner e CyHi)

## Filmografia
- The After Party, regia di Ian Edelman (2018)